# Luis Merino Bayona
Luis Francisco Merino Bayona (Málaga, 17 de diciembre de 1938) es un abogado y político español.
Se inició en política en el Movimiento de la época franquista. Fue elegido consejero local del Movimiento por Málaga en 1971 y posteriormente Teniente de Alcalde de Torremolinos hasta 1977.[cita requerida]
Fue alcalde de Málaga desde 1977 hasta las elecciones municipales de 1979. Elegido en mayo de 1982 como diputado por Málaga, en las primeras elecciones al Parlamento de Andalucía, por la Unión de Centro Democrático. Con posterioridad fue designado senador por la Comunidad Autónoma de Andalucía en la II Legislatura, durante el período de 16 de noviembre de 1982 al 23 de abril de 1986, perteneciendo al grupo parlamentario mixto.
Entre sus muchas actividades ajenas al ámbito político, encontramos que fue presidente del real club mediterráneo, hermano mayor de la cofradía de los dolores cornada, presidente de la Fundación El Pimpi y recientemente presidente de la comisión del centenario de la agrupación de cofradías. Además por su trayectoria y labor en el ámbito cofrade, ha recibido medalla de oro de la agrupación de Cofradías de Málaga.